# Verena Wieder
Verena Wieder (Marktoberdorf, 26 juni 2000) is een voetbalspeelster uit Duitsland. Ze speelt als aanvaller voor SV Werder Bremen in de Bundesliga.

## Clubcarrière
Verena Wieder begon op veertienjarige leeftijd met voetballen bij FC Kempten. In het seizoen 2015/16 kwam ze uit voor FC Memmingen in de Bundesliga-Zuid. Voorafgaande aan het seizoen 2016/17 werd Wieder gecontracteerd door FC Bayern München. Voor Bayern München speelde Wieder in de 2e Bundesliga Zuid. In een uitwedstrijd tegen VfL Wolfsburg op 19 maart 2017 maakte Wieder haar debuut in de Bundesliga door in de 62ste minuut in te vallen voor Leonie Maier. Datzelfde jaar won ze met de B-junioren het kampioenschap door de leeftijdsgenoten van 1. FFC Turbine Potsdam te verslaan. Wieder was beslissend in de onderlinge ontmoeting door tweemaal tot scoren te komen.
Voorafgaande aan het seizoen 2018/19 stapte Wieder over naar SC Freiburg. Voor deze club maakte ze op 23 september 2018 haar eerste doelpunt in de Bundesliga door in een thuiswedstrijd tegen Borussia Mönchengladbach in de 56ste minuut de 3-0 te maken. In januari 2020 liep Wieder tegen een kruisbandblessure aan, waardoor ze voor een lange tijd buitenspel stond.
In juli 2020 verliet Wieder SC Freiburg voor competitiegenoot Bayer 04 Leverkusen. Wieder tekende in Leverkusen een tweejarig contract. In een uitwedstrijd tegen SG Essen-Schönebeck op 18 oktober 2020 maakte Wieder haar debuut voor de club uit de deelstaat Noordrijn-Westfalen.
Wieder maakte per 1 juli 2024 de overstap naar SV Werder Bremen. Op 1 mei 2024 werd de transfer beklonken.

## Statistieken
| Seizoen | Club                 | Competitie     | Competitie | Competitie | Beker | Beker | Overig | Overig | Totaal | Totaal |
| Seizoen | Club                 | Competitie     | Wed.       | Dlp.       | Wed.  | Dlp.  | Wed.   | Dlp.   | Wed.   | Dlp.   |
| ------- | -------------------- | -------------- | ---------- | ---------- | ----- | ----- | ------ | ------ | ------ | ------ |
| 2016/17 | FC Bayern München II | 2de Bundesliga | 5          | 0          | 0     | 0     | 0      | 0      | 5      | 0      |
| 2017/18 | FC Bayern München II | 2de Bundesliga | 8          | 1          | 0     | 0     | 0      | 0      | 8      | 1      |
| 2016/17 | FC Bayern München    | Bundesliga     | 2          | 0          | 0     | 0     | 2      | 0      | 4      | 0      |
| 2017/18 | FC Bayern München    | Bundesliga     | 6          | 0          | 1     | 0     | 0      | 0      | 7      | 0      |
| 2018/19 | SC Freiburg          | Bundesliga     | 11         | 3          | 3     | 1     | 0      | 0      | 14     | 4      |
| 2019/20 | SC Freiburg          | Bundesliga     | 8          | 1          | 2     | 1     | 0      | 0      | 10     | 2      |
| 2020/21 | Bayer 04 Leverkusen  | Bundesliga     | 9          | 1          | 1     | 0     | 0      | 0      | 10     | 1      |
| 2021/22 | Bayer 04 Leverkusen  | Bundesliga     | 13         | 7          | 3     | 1     | 0      | 0      | 16     | 8      |
| 2022/23 | Bayer 04 Leverkusen  | Bundesliga     | 7          | 4          | 0     | 0     | 0      | 0      | 7      | 4      |
| 2023/24 | Bayer 04 Leverkusen  | Bundesliga     | 11         | 2          | 1     | 1     | 0      | 0      | 12     | 3      |
| 2024/25 | SV Werder Bremen     | Bundesliga     | 10         | 1          | 2     | 1     | 0      | 0      | 12     | 2      |
| Totaal  | Totaal               | Totaal         | 90         | 20         | 13    | 5     | 2      | 0      | 105    | 25     |

Bijgewerkt t/m 11 augustus 2025.

## Interlandcarrière
Wieder maakte op 28 oktober 2014 haar debuut als jeugdinternational voor Duitsland onder 15 in een wedstrijd tegen de leeftijdsgenoten van Schotland. Voor Duitsland onder 17 kwam Wieder uit op het EK 2016 in Wit-Rusland. Op dit eindtoernooi wist Wieder met Duitsland Europees kampioen te worden door Spanje onder 17 na penalty's te verslaan. Kort daarna maakte Wieder ook haar opwachting op het WK 2016 waarin Spanje in de kwartfinale met 2-1 te sterk was.
In juli 2018 maakte Wieder voor Duitsland onder 19 haar opwachting op het EK 2018. Wieder kwam op dit toernooi drie keer in actie, maar raakte geblesseerd in de halve finale tegen Noorwegen. De finale, opnieuw tegen Spanje, ging zonder Wieder verloren.
1 Peng ·
3 Janzen ·
5 Ulbrich ·
6 Wichmann ·
8 Weiß ·
9 Weidauer ·
10 Mahmoud ·
11 Sternad ·
13 Walkling ·
14 Brandenburg ·
15 Sehan ·
16 Bernhardt ·
17 Dahl ·
18 Hausicke ·
19 Matheis ·
20 Meyer ·
21 Hahn ·
22 Dieckmann ·
23 Németh ·
27 Lührßen ·
28 Wirtz ·
29 Kunkel ·
31 Etzold ·
32 Pettersen ·
33 Pérez Jaramillo ·
37 Dahms ·
39 Behrens ·
Coach: Horsch